# Sahin Avci
Sahin Avci (Brussel, 1991) is een Vlaams acteur van Turkse origine, voornamelijk actief in televisieseries.
Avci debuteerde in de reeks Voor wat hoort wat. Een reeks van Fobic films en Één en onder regie van Christophe van Rompaey. Daarna speelde hij mee in de topfictiereeks Amigo’s op VTM. ". In 2015 kreeg hij de kans twee hoofdrollen in televisieseries te vertolken, in Voor wat hoort wat de rol van Nouri Yilmaz, een jonge crimineel die als werkstraf zorgtaken moet opnemen in een serviceflat. Eveneens in 2015 speelde hij souschef Halil Torlak in Amigo's, een televisieserie die pas in 2017 via VTM op een publieke zender werd vertoond.

## Rollen
- 2015: Voor wat hoort wat als Nouri Yilmaz
- 2017: Amigo's als souschef Halil Torlak
- 2021: Onder Vuur als Gio Kaplan
- 2021: Undercover